# El destino de Sissi
El destino de Sissi (título original en alemán: Sissi – Schicksalsjahre einer Kaiserin) es una película austriaca de 1957 dirigida por Ernst Marischka y protagonizada por Romy Schneider, Karlheinz Böhm, Magda Schneider, Gustav Knuth y Josef Meinrad, vestuario de Gerda Gottschlich. Fue inscrita en el Festival de Cine de Cannes de 1958 . 
Es la última película de la trilogía Sissi, tras Sissi (1955) y Sissi emperatriz (1956). El director Ernst Marischka planeó una cuarta película, pero Schneider se negó a seguir interpretando a Sissi. Quince años después volvió a aparecer como la emperatriz Isabel en la película Ludwig de Luchino Visconti de 1972 .

## Sinopsis
La emperatriz Isabel de Austria, apodada Sissi, disfruta viajar por Hungría . Ella acoge con agrado la amistad políticamente valiosa del Conde Andrássy, pero cuando él confiesa que está enamorado de ella, regresa a Viena para que la relación no se vuelva demasiado íntima. Su estancia en Hungría es sólo un alivio temporal de las frustraciones de la vida cortesana en Viena, donde el obediente Francisco José permanece en su escritorio y permite que su estricta y dominante madre Sophie interfiera en la crianza de su hija con Sissi, Sophie. Sissi decide regresar y se encuentra en camino con Franz, que venía a Hungría para traerla de regreso a Viena. Deciden irse de vacaciones a Bad Ischl, pero Sissi enferma y le diagnostican una tuberculosis posiblemente mortal. Por orden de los médicos, Francisco José debe permitir que su madre retire a su hija del cuidado de Sissi.
Con mala salud, privada de la compañía de su marido y su hijo, Sissi corre el peligro de perder las ganas de vivir mientras viaja a climas más saludables en Madeira y Corfú . La terapia psicosomática que necesita desesperadamente aparece en la forma de su madre Ludovika, indestructiblemente positiva, que cuida con amor la enfermedad de Sissi y le devuelve el entusiasmo por la vida llevándola a paseos idílicos. Una vez más, el Oberst Böckl, el torpe guardaespaldas cuya admiración por la emperatriz raya en lo impropio, aporta una nota cómica, como lo hace en cada parte de la trilogía.
Finalmente, Sissi se recupera y se reúne con su marido en una visita oficial a Milán y Venecia, las restantes posesiones de Austria en el norte de Italia. Los nacionalistas italianos han preparado una bienvenida hostil a los soberanos de los Habsburgo ; La nobleza milanesa envía a sus sirvientes, vestidos con ropas nobles, a una actuación de mando real en La Scala, en la que la orquesta comienza con la melodía de " Gott erhalte Franz den Kaiser " de Joseph Haydn pero pasa suavemente al coro de Verdi " Va, pensiero " de Nabucco y los sirvientes disfrazados del público la cantan en protesta contra el dominio austriaco. Hay un momento de alivio cómico cuando, después de la ópera, Francisco José y Sissi reciben a los sirvientes disfrazados en una recepción formal, donde los sirvientes son presentados a la pareja imperial bajo los nombres de sus aristocráticos amos y amantes. Sissi es consciente de que no se está reuniendo con la verdadera nobleza, pero cuando los verdaderos nobles se dan cuenta de que sus sirvientes fueron presentados al emperador y a la emperatriz, gritan de desesperación y pánico ante la idea de que la pareja imperial crea que los torpes y comunes sirvientes eran en realidad los verdaderos nobles. aristócratas. En Venecia, la multitud guarda un silencio hostil durante la procesión de la pareja en una barcaza real por el Gran Canal y, a su paso, se ondean desafiantes banderas nacionalistas italianas detrás de las ventanas cerradas. Pero los emocionados italianos se derriten cuando presencian el abiertamente amoroso reencuentro entre Sissi y su pequeña hija en la Plaza de San Marcos .

## Reparto
- Romy Schneider como la emperatriz Isabel de Austria, o "Sissi"
- Karlheinz Böhm como emperador Francisco José I de Austria
- Vilma Degischer como la archiduquesa Sophie, madre de Francisco José
- Erich Nikowitz como el archiduque Francisco Carlos, padre de Francisco José
- Magda Schneider como la duquesa Ludovika en Baviera, la madre de Sissi
- Gustav Knuth como el duque Max en Baviera, el padre de Sissi
- Uta Franz como la princesa Elena en Baviera, o "Néné", la hermana mayor de Sissi
- Walther Reyer como el Conde Andrássy
- Peter Neusser como el Conde Batthyány
- Josef Meinrad como el teniente coronel Böckl
- Senta Wengraf como la Condesa Bellegarde